# Multinucleación en embriones humanos
Multinucleación en embriones humanos, la presencia de varios núcleos por célula se puede dar en embriones humanos que se encuentren in vitro o in vivo. La multinucleación puede ser debida a varios factores:
- División nuclear sin división celular.
- Migración incorrecta del núcleo en la división celular.
- Fragmentación del núcleo.

A la hora de cultivar un embrión humano para proceder a una reproducción asistida si aparece multinucleación en los días 2 o 3 lo normal es que la implantación no ocurra de forma óptima. Se consideran peores los embriones que aparecen multinucleados el día 2 que los que aparecen el día 3.
La multinucleación hay que tenerla muy en cuenta en la reproducción asistida, como la fragmentación, número de células, zona pelucida...A la hora de transferir el embrión se usa primero uno multinucleado que uno asimétrico o compactado, pero ya sabemos que no es lo mejor.
- Datos: Q6026155